# Jaan Kiivit senior

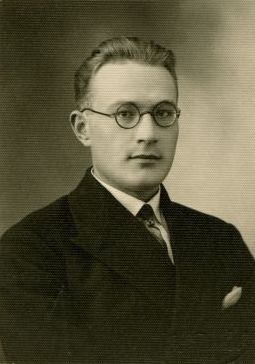
Jaan Kiivit (sen.)

Jaan Kiivit senior (* 27. Februar 1906 in Pahuvere, Landgemeinde Tarvastu, Kreis Viljandi, Estland; † 3. August 1971 in Tallinn) war ein estnischer evangelisch-Lutherischer Pastor, Erzbischof und Ökumeniker.

## Leben und Wirken
Kiivit senior schloss 1932 an der Universität Tartu das Studium der Evangelischen Theologie ab und arbeitete nach der 1933 erfolgten Ordination als Pastor, ab 1940 auch als Propst in Viru-Jaagupi. 1948 wurde er Pfarrer an der Johanniskirche in Tallinn und zugleich Propst von Tallinn. Weil er als loyal gegenüber der Sowjetunion galt, wurde er 1949 in das seit der Emigration von Johan Kõpp 1944 vakante Amt des Bischofs der Estnischen Evangelisch-Lutherischen Kirche (EELK) berufen; das Amt wurde noch im selben Jahr zu dem des Erzbischofs umgewandelt. Er war besonders interessiert an ökumenischen Beziehungen zu anderen Kirchen und nahm deshalb im Juni 1958 an der Tagung der Christlichen Friedenskonferenz (CFK) in Prag sowie an weiteren Tagungen wie auch an den ersten Allchristlichen Friedensversammlungen (ACFV) teil. Auch an der Gründung der Konferenz Europäischer Kirchen (KEK) im Jahr 1959 wirkte er mit und wurde zu einem ihrer ersten Präsidenten gewählt.
Vier Universitäten, nämlich Leipzig und Prag 1959 sowie Helsinki und Paris 1963 verliehen ihm die Würde eines Ehrendoktors.
1967 trat Kiivit wegen seiner angeschlagenen Gesundheit, aber auch wegen zunehmender Distanz zu den staatlichen Behörden, vom  Amt des Erzbischofs zurück. Sein Nachfolger wurde Alfred Tooming.

## Familie
Kiivit war seit 1935 mit Gertrud geb. Varik (1914–1982) verheiratet und hatte mit ihr fünf Kinder. Sein Sohn gleichen Namens wirkte fast dreißig Jahre als Pfarrer der Heilig-Geist-Kirche in Tallinn sowie von 1994 bis zu seinem Ruhestand im Februar 2005 wie sein Vater als Erzbischof.